# Tropaeolum pendulum
Tropaeolum pendulum är en krasseväxtart som beskrevs av Johann Friedrich Klotzsch. Tropaeolum pendulum ingår i släktet krassar, och familjen krasseväxter. Inga underarter finns listade i Catalogue of Life.

## Bildgalleri

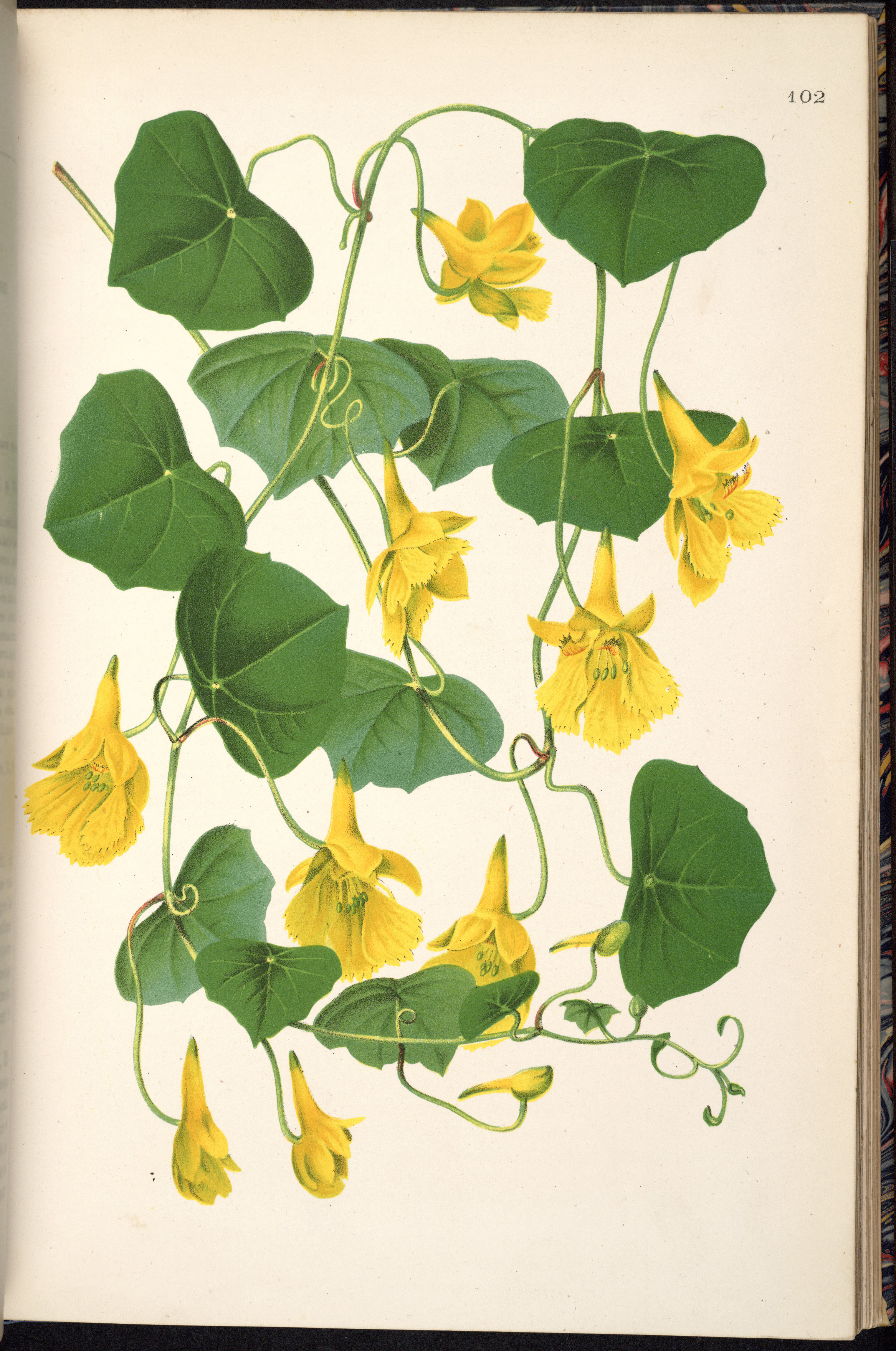